# Humpolecká vrchovina
Humpolecká vrchovina je geomorfologický podcelek Křemešnické vrchoviny, jejíž východní část tvoří. Plochou vrchovinu tvoří žuly a jejich plášť. Střední výška činí 580,2 m. V severní části se nacházejí dva hřbety – hrásti, mezi nimiž leží Humpolecká kotlina. Jižní část má pahorkatinný reliéf, nad nějž vystupují hrásti Křemešníku (769 m) a Čeřínku (762 m). Pro žulové oblasti jsou typické formy zvětrávání a odnosu žuly, kryogenní tvary (kryoplanační terasy).

## Okrsky
- Melechovská vrchovina
- Humpolecká kotlina
- Herálecká vrchovina
- Jeníkovská vrchovina
- Vyskytenská pahorkatina
- Čeřínecká vrchovina
- Křemešník[4]